# Олександр (Дорикевич)
о. Олександр Дорикевич, (24 серпня 1961, Івано-Франківськ — 14 квітня 2014, Іспанія) — український релігійний діяч, священник УГКЦ. Один із духівників Майдану, капелан сотні «афганців».

## Життєпис
11 липня 1998 року — рукоположений єпископом Софроном Мудрим ЧСВВ у сан диякона, а 12 липня 1998 року — в сан ієрея.
Душпастирську працю здійснював на теренах Івано-Франківської архієпархії, а в останні роки духовно опікувався вірними УГКЦ на території Іспанії. Потрапив туди ще 2001 року. Опинившись за якийсь час у місті Торрев'єха, став духовним пастирем для тамтешніх українських заробітчан. Першу Службу провів 22 липня. Скоро з Івано-Франківська прийшла рекомендація від єпископа і 1 вересня справа душпастирювання вирішилася позитивно.
У квітні 2002 року отримав дозвіл на роботу і проживання в Іспанії.
24 серпня 2002 року в храмі відбувся величний концерт до Дня Незалежності України, який відвідали посол України в Іспанії Олександр Тараненко та інші представники посольства, представник МЗС з Києва та представники місцевої влади.
Під проводом отця Олександра хор викладачів Львівського державного музичного училища ім. С. Людкевича служив літургію в м. Торрев'єха під час перебування в Іспанії на міжнародному конкурсі. З його ініціативи виступали також у храмі Сантьяго в Оріуела на храмовому празнику.
Був одружений, виховував трьох дітей.
Трагічно загинув на території Іспанії 15 квітня 2014 року о 18-ій годині.

## На Майдані
Протягом грудня-лютого брав активну участь у подіях на Майдані в Києві, будучи капеланом Афганської сотні. Проводив Літургії в каплиці, зі сцени, молитви на барикадах. Щоб приїхати на Майдан, отець Олександр двічі успішно подолав відстань від Іспанії до Києва автомобілем. Був тут під час найважчих днів 18–20 лютого.
Друзі по Майдану вже назвали його капеланом Небесної Сотні.

## Спогади друзів
|  | Це був один із духівників Майдану! Був щирий і відвертий! Дякую, Тобі, Отче Олександре, що ми разом молилися й переживали на Майдані! (о. Михайло Димид) |

|  | Вразила особлива простота і відкритість на Бога у кожному слові, його світла радість за єднання сердець майданівців, які одружувалися. (Олена Бідованець) |

|  | Отець був дуже ініціативний і цілеспрямований, був душпастирем за покликанням. Радію, що мала нагоду знати його особисто. (Роксолана Гавалюк) |

|  | Отець Олександр — герой багатьох найкращих фото з Майдану, був там у нагірші дні. Вистояв. (Юліана Романишин) |

|  | Отець Олександр підтримав наше спільне бажання служити разом на Майдані незалежно від приналежності до різних конфесій. (о. Олександр Титов) |

|  | Небесна сотня отримала свого капелана в Небі... Був дуже приємно вражений знайомством з цим отцем на Майдані, його словами. (Тарас Тимо) |